# Маас, Пауль
Пауль Лазарус Маас (нем. Paul Lazarus Maas; 18 ноября 1880, Франкфурт-на-Майне — 15 июля 1964, Оксфорд) — немецкий учёный-антиковед, классический филолог, текстолог, византист, педагог. Доктор наук (1903). Доктор honoris causa Оксфордского университета (1959). Член-корреспондент Британской академии и член Академии наук ГДР (1955).

## Биография
Еврейского происхождения. Родился в семье банкира. С 1898 года изучал классическую филологию в университетах Берлина и Мюнхена. Ученик Карла Крумбахера и Ульриха фон Виламовица-Мёллендорфа.
Ещё будучи студентом, на знаменитых семинарах Виламовица-Мёллендорфа П. Маас отличался тем, что не стеснялся вступать в жаркие споры с учителем.
В 1910 году, благодаря поддержке Виламовица-Мёллендорфа стал приват-доцентом греческой и византийской литературы Берлинского университета.
Именно в этот период выходят в свет самые знаменитые его сочинения: «Griechische Metrik» (1923) и «Textkritik» (1927).
В 1930 году по совету Виламовица-Мёллендорфа П. Маас принял приглашение занять должность ординарного профессора в университете Кёнигсберга, где и преподавал до 1934 года, когда его, несмотря на его германский патриотизм и письмо с протестом от коллег, из-за еврейского происхождения отправили в отставку.
Переехал в Великобританию в Оксфорд, где с 1939 года продолжил свою карьеру. Читал лекции в Оксфордском университете.
В 1959 году Оксфордский университет присвоил ему звание доктора honoris causa. Член-корреспондент Британской академии и член Академии наук ГДР (1955).
К его наиболее важным научным достижениям относятся исследования и критика древнегреческих текстов. Вывел Закон Мааса.
Похоронен на кладбище Волверкот (Wolvercote Cemetery) в Оксфорде.

## Избранные труды
- «Греческая метрика» (Лейпциг, 1923)
- Textkritik. (Лейпциг, 1960)
  - Критика текста // Аристей: Классическая филология и античная история. — 2011. — № 2. — С. 136—173.
- Sancti Romani Melodi Cantica. (Оксфорд, 1963)
- Kleine Schriften. (Мюнхен, 1973, ISBN 3-406-02083-6).